# Publications Mathématiques de l’IHÉS
Die Publications Mathématiques de l’IHÉS sind eine mathematische Zeitschrift mit Peer-Review, die seit 1959 vom IHES in Zusammenarbeit mit dem CNRS herausgegeben wird und bei Springer Science+Business Media erscheint.
Nicht zuletzt da das IHES Zentrum der Schule von Alexander Grothendieck in den 1960er Jahren war, erschienen dort viele bedeutende mathematische Aufsätze in französischer, englischer oder deutscher Sprache, wobei die Verwendung des Deutschen fast nicht vorkommt. Unter anderem erschienen hier die berühmten Éléments de géométrie algébrique (EGA). Aktuell erscheinen 2 Ausgaben pro Jahr, früher eine bis fünf.
Der Impact Factor war 2015 3.500 und sie gehört damit zu den führenden Mathematikzeitschriften weltweit. Bezüglich des Impact Factors lag die Zeitschrift 2006 mit 1.350 auf Platz Nr. 8 unter den Mathematikzeitschriften.
Die ISSN ist 0073-8301.

## Leitende Herausgeber
- 1959–1979 Jean Dieudonné
- 1980–1998 Jacques Tits
- 1999–2009 Étienne Ghys
- 2009–2010 Sergiu Klainerman, Claire Voisin
- seit 2011 Claire Voisin